# والیبال قهرمانی آمریکای جنوبی
 قهرمانی والیبال آمریکا جنوبی (به انگلیسی: South American Volleyball Championship) بالاترین سطح رقابت ملی والیبال در آمریکای جنوبی است که توسط کنفدراسیون والیبال آمریکای جنوبی در هر دو سال در رده مردان و زنان برگزار می‌شود.

## مسابقات مردان

### جدول مدال‌ها
| رتبه  | کشور     | طلا | نقره | برنز | مجموع |
| ۱     | برزیل    | ۲۹  | ۰    | ۰    | ۲۹    |
| ۲     | آرژانتین | ۱   | ۱۷   | ۶    | ۲۴    |
| ۳     | ونزوئلا  | ۰   | ۹    | ۱۲   | ۲۱    |
| ۴     | اروگوئه  | ۰   | ۳    | ۳    | ۶     |
| ۵     | پاراگوئه | ۰   | ۱    | ۲    | ۳     |
| ۶     | شیلی     | ۰   | ۰    | ۴    | ۴     |
| ۷     | پرو      | ۰   | ۰    | ۲    | ۲     |
| ۸     | کلمبیا   | ۰   | ۰    | ۱    | ۱     |
| مجموع | مجموع    | ۳۰  | ۳۰   | ۳۰   | ۹۰    |

## مسابقات زنان

### جدول مدال‌ها
| رتبه  | کشور     | طلا | نقره | برنز | مجموع |
| ۱     | برزیل    | ۱۸  | ۱۱   | ۰    | ۲۹    |
| ۲     | پرو      | ۱۲  | ۱۰   | ۷    | ۲۹    |
| ۳     | آرژانتین | ۰   | ۶    | ۱۲   | ۱۸    |
| ۴     | اروگوئه  | ۰   | ۲    | ۴    | ۶     |
| ۵     | پاراگوئه | ۰   | ۱    | ۱    | ۲     |
| ۶     | ونزوئلا  | ۰   | ۰    | ۵    | ۵     |
| ۷     | کلمبیا   | ۰   | ۰    | ۱    | ۱     |
| مجموع | مجموع    | ۳۰  | ۳۰   | ۳۰   | ۹۰    |